# Bureh Kasseh Makonteh
Bureh Kasseh Makonteh es un municipio (chiefdom) del distrito de Port Loko en la provincia del Norte, Sierra Leona, con una población con una población censada en diciembre de 2015 de 40 179 habitantes.
Se encuentra ubicado al noroeste del país, cerca del estuario Río Sierra Leona y de la capital nacional, Freetown.